# Università industriale di Santander
L'Università industriale di Santander (Universidad Industrial de Santander (UIS)) è l'università più importante nella Colombia orientale, quarta università pubblica della nazione e la seconda per la ricerca. Ha 28 programmi di formazione professionale, 5 di formazione tecnologica e a distanza e 43 di formazione avanzata, con 12.000 studenti iscritti. Si trova a Bucaramanga. Conta due stazioni radio e un'impresa di televisione.